# Čečelička
Čečelička je zaniklá usedlost v Praze na Smíchově, která stála na severní straně Plzeňské ulice na rohu s ulicí Na Čečeličce proti kostelu Nejsvětější Trojice.

## Historie
Původní vinice v místech Čečeličky se nazývala U Němců nebo Na Němcovic. Roku 1662 ji koupil Jakub Čečelický z Rosenwaldu, jehož rodina držela dvůr až do konce 18. století (Jan Maxmilián Čečelický byl v letech 1698-1699 primátorem). Většina plochy vinic byla za jejich vlastnictví postupně přeměněna na pole.
V polovině 19. století patřila usedlost Antonu Hohtfeldovi, který zde měl kromě obytné a hospodářské budovy také dva skleníky.
Po roce 1882, kdy vlastnily usedlost Marie Vlachová a Aloisie Stolařová, došlo ke zboření budov a rozparcelování pozemků na stavební.
Po Čečeličce je pojmenovaná ulice Na Čečeličce a místní restaurace.